# Meiringen
Meiringen je obec v okrese Interlaken-Oberhasli v kantonu Bern ve Švýcarsku. Žije zde přibližně 4 600 obyvatel.

## Geografie
Meiringen se nachází ve východní části pohoří Berner Oberland, v údolí Haslital na horním toku řeky Aary, která teče na západ do Brienzského jezera. Město leží na úpatí několika průsmyků, které zajišťují přechody přes okolní horská pásma: Na východě se nachází Sustenpass do kantonu Uri, na jihovýchodě Grimselpass do kantonu Valais a na severozápadě Brünigpass do kantonu Obwalden. Přes údolí Reichenbach vede přechod přes průsmyk Grosse Scheidegg do Grindelwaldu, který je však pro soukromou automobilovou dopravu uzavřen.
Meiringen sousedí na východě s obcemi Hasliberg, Innertkirchen a Schattenhalb, na západě s obcemi Brienzwiler, Brienz a Grindelwald a na severu s obcí Lungern v kantonu Obwalden.
Obec tvoří místní části Meiringen (severně od Aary), Balm a Unterheid/Unterbach (jižně od Aary), Hausen (směrem k průsmyku Brünigpass), Brünigen, Brünig (na průsmyku Brünig), Zaun, Wilerli, Prasti, Brünigerälpeli, Alpy Breitenboden, Isetwald, Wandel a Wirzen, Schönbühl a Schwarzwaldalp, nacházející se 12,2 km od centra Meiringenu.
Správní rozloha Meiringenu je 40,7 km². Z celkové rozlohy je 44,3 % využíváno pro zemědělské účely, 32,8 % je zalesněno, dále 6,7 % zabírají stavby (budovy nebo silnice) a zbytek 16,2 % je v přírodním stavu (řeky, ledovce a hory).

## Historie

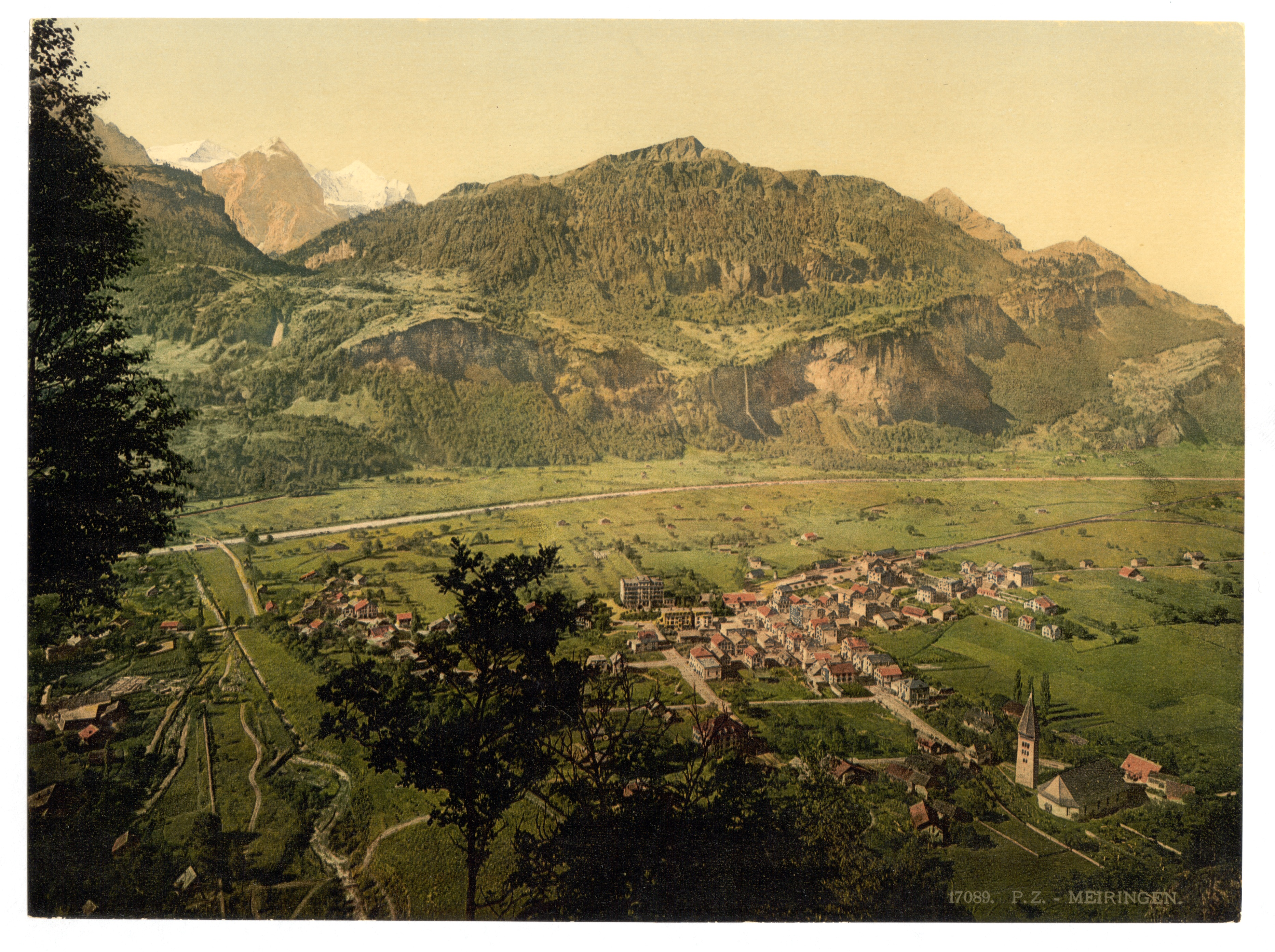
Meiringen kolem roku 1900

Jméno Meiringen se poprvé objevuje v roce 1234 jako Magiringin a v nedatovaném dokumentu z první poloviny 13. století jako jméno původu jistého Petra de Megeringen. Hláskování bez -g- se objevuje již o něco později: 1248 Meiringin, Moieringen, 1272 Meieringen, 1296 Meyringen. Původ místního jména nelze s jistotou určit vzhledem k jeho poměrně pozdnímu prvnímu doložení. Mohlo vzniknout ze starohornoněmeckého osobního jména Megiher a místopisné koncovky -ingun, což by znamenalo „u lidí, u rodu Megiherů“.
Zmínka z roku 1234 je také prvním dokladem o kostele v Meiringenu, který však měl předchůdce v podobě staveb z 10. nebo dokonce 9. století. Meiringen byl již v této době církevním, politickým a hospodářským centrem údolí Haslital. V roce 1234 byl kostel darován klášteru svatého Lazara v Seedorfu, od roku 1272 patřil klášteru v Interlakenu a v roce 1528 připadl s reformací městu Bern. Od roku 1417 se zde koná jarmark a od roku 1490 týdenní trh.

Letecký pohled (1956)

Po roce 1800 vedl silný populační růst k chudobě a zvýšené nucené emigraci do Ameriky. Vedle chovu dobytka však v 19. století začala nabývat na významu i domácí řemesla, zejména řezbářství. Hospodářský vzestup díky cestovnímu ruchu začal po roce 1880. V roce 1913 bylo v Meiringenu již 18 hotelů s celkem 500 lůžky.
V letech 1879 a 1891 postihly Meiringen dva velké požáry obce.
V roce 1941 byl zahájen provoz vojenského letiště Meiringen.

## Obyvatelstvo
| Rok            | 1764 | 1850 | 1880 | 1900 | 1930 | 1950 | 1960 | 1970 | 1980 | 1990 | 2000 | 2010 | 2015 |
| Počet obyvatel | 964  | 2358 | 2807 | 3077 | 3103 | 3640 | 3749 | 3759 | 4072 | 4346 | 4803 | 4729 | 4737 |

## Doprava

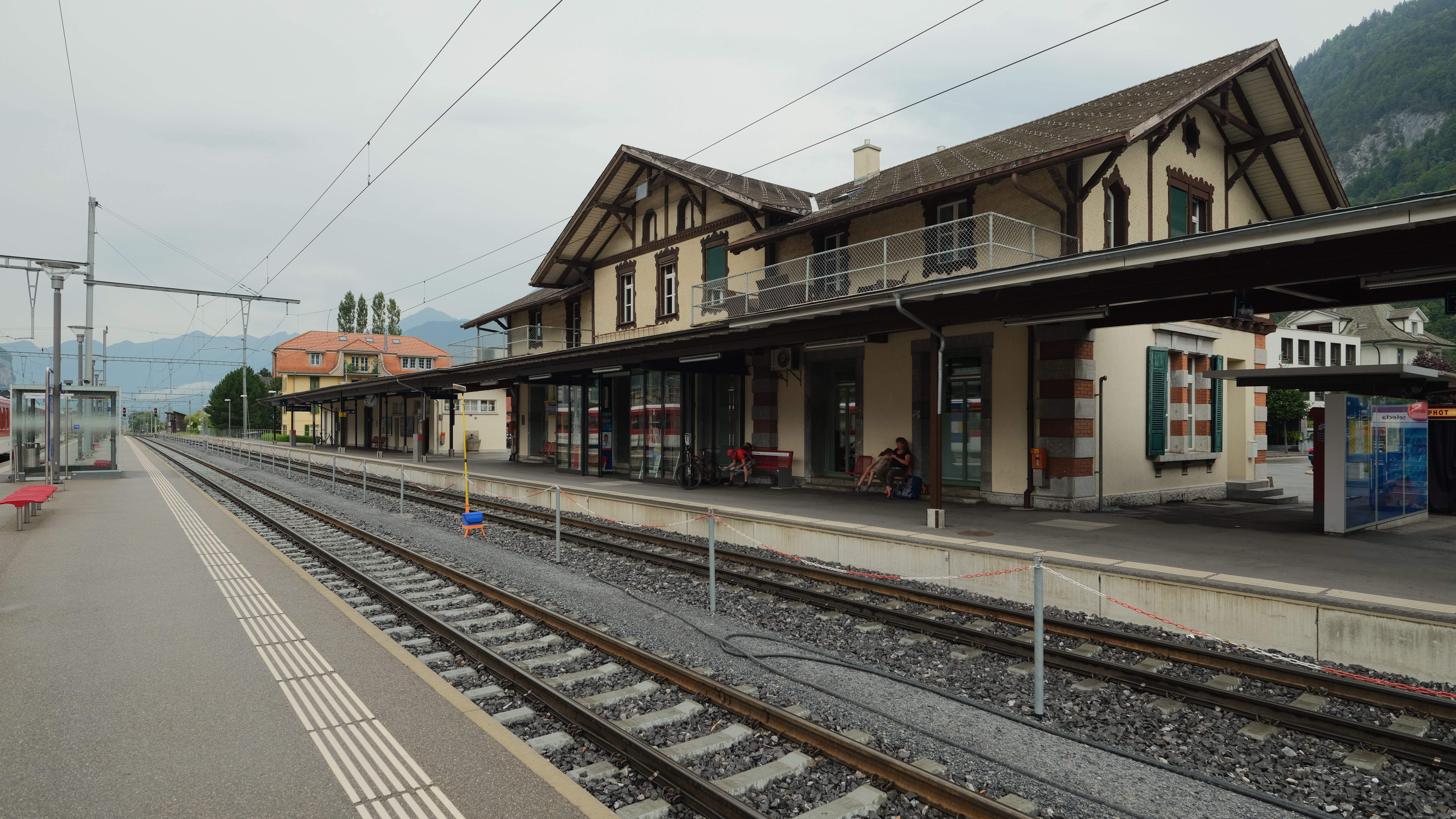
Železniční stanice Meiringen

Společnost Zentralbahn, která vznikla 1. ledna 2005 sloučením drah Brünigbahn a Luzern-Stans-Engelberg-Bahn, má od roku 1888 konečnou stanici v Meiringenu, kde se setkávají trať podél Brienzského jezera z Interlakenu a zubačka přes průsmyk Brünig z Luzernu. K Reichenbašským vodopádům s Reichenbašskou vodopádovou železnicí a do soutěsky Aare se v letech 1912–1956 dalo dojet tramvají Meiringen – Reichenbach – Aareschlucht. Od roku 1946 spojuje soutěsku Aary také železnice Meiringen-Innertkirchen-Bahn, kterou 1. ledna 2021 převzala společnost Zentralbahn.
Meiringen leží na hlavních silnicích č. 6 a 11, které vedou z Interlakenu do průsmyku Sustenpass (č. 11) a do průsmyku Grimselpass (č. 6). Kromě toho hlavní silnice č. 4 přes průsmyk Brünigpass začíná a končí v Brienzwileru západně od Meiringenu, který je s Meiringenem spojen vedlejší silnicí.

### Vojenství

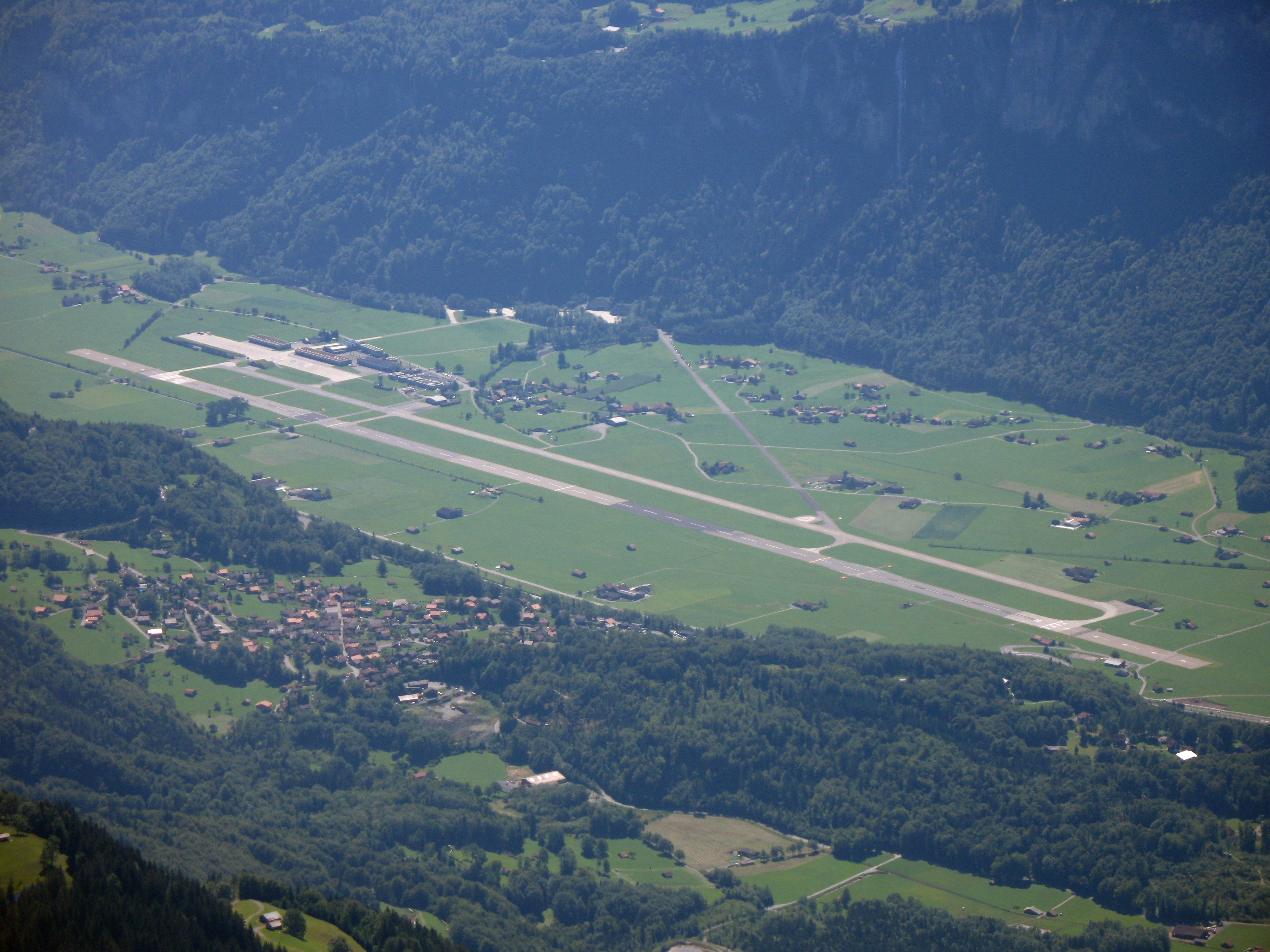
Letiště Meiringen

Nedaleko se nachází jedna ze tří hlavních leteckých základen Švýcarských vzdušných sil, a to v Unterbachu nedaleko Meiringenu. Na základě operují stíhačky F/A-18 Hornet.

## Sport
V roce 2016 se zde konalo 1. kolo Světového poháru ve sportovním lezení v disciplíně bouldering, kde získal Martin Stráník stříbrnou medaili.

## Zajímavosti

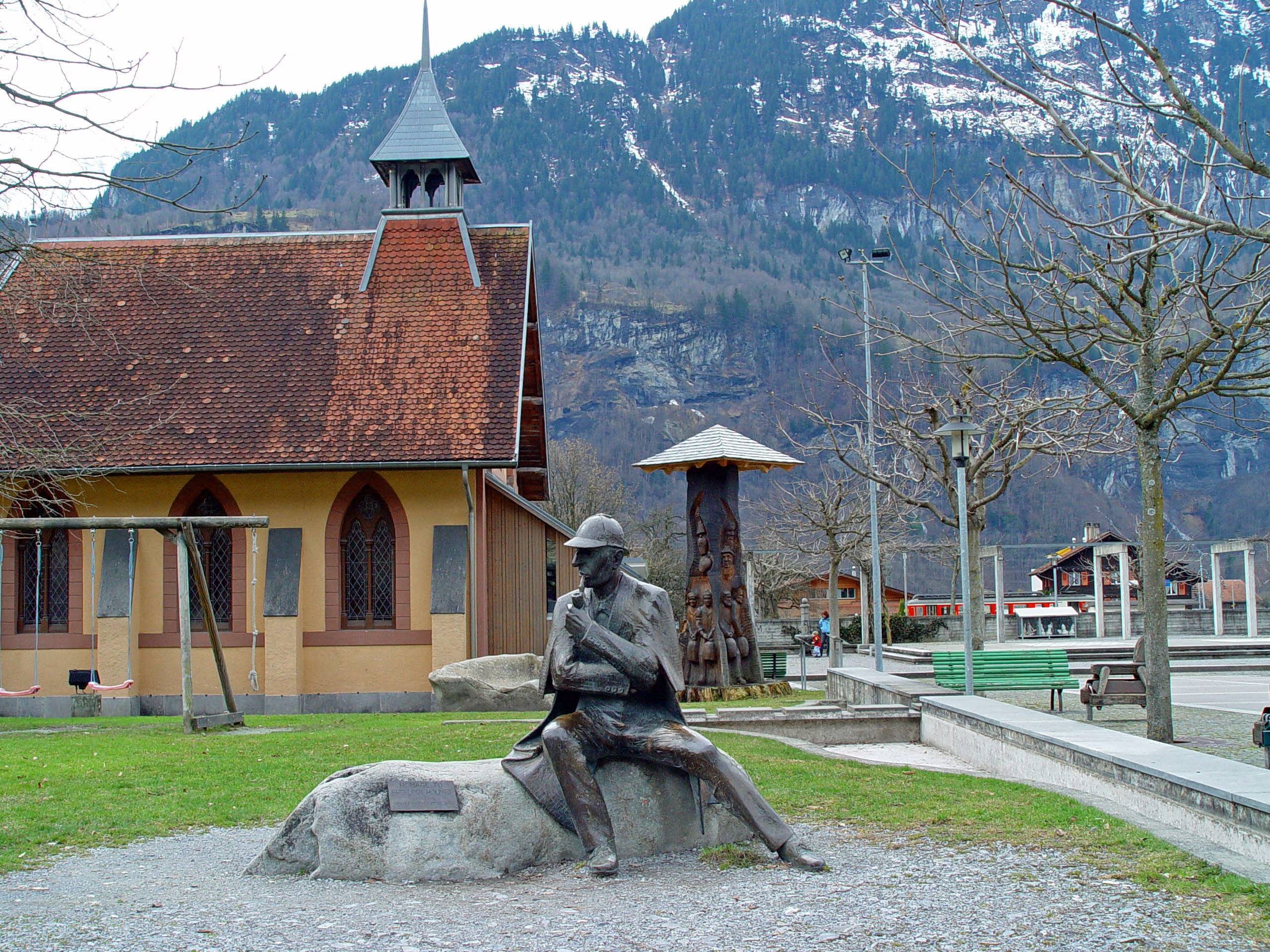
Socha Sherlocka Holmese v Meiringenu

Město je známé Reichenbašskými vodopády, u kterých se předpokládá, že zde zemřel Doyleův hrdina Sherlock Holmes. Muzeum Sherlocka Holmese se nachází v suterénu odsvěceného kostela anglikánské církve, a nyní je pojmenován Conan Doyle Place.

### Meringue
Podle všeobecného mínění prý italský cukrář Gasparini vytvořil v Meiringenu kolem roku 1600 (nebo 1720) dezert z cukru a ušlehaných bílků, který pojmenoval podle obce, a Meiringen se prý stal francouzským meringue. Francouzští kolonialisté ho vyváželi až na Haiti - koloniální ostrov byl hlavním dodavatelem cukru do země. Tam prý v polovině 19. století sladkost dala jméno karibskému tanci v Dominikánské republice, merengue. V Německu je tato sladkost známější pod názvem Baiser (francouzsky „polibek“), který údajně pochází z výkřiku anglické královny.
Tyto spekulace nejsou obhajitelné, ačkoli termín meringue je skutečně obtížně interpretovatelný. V každém případě bylo toto slovo poprvé zmíněno ve francouzské kuchařské knize z roku 1691. Podle jednoho z výkladů pochází meringue ze středolatinského melinus, což znamená „sladký jako med“ a je odvozeno od latinského mel „med“. Podle jiného výkladu pochází z latinského merenda, což znamená „svačina“. Pokud by bylo správné toto druhé vysvětlení, bylo by jazykově totožné se slovem Marend, graubündenským slovem Zvieri (odpolední svačina - ve čtyři hodiny).